# قتل آدام والش
آدام جان والش (به انگلیسی: Adam John Walsh) پسربچه‌ای اهل ایالات متحده آمریکا بود که در تاریخ ۲۷ ژوئیهٔ ۱۹۸۱ از یک فروشگاه سیرز در هالیوود فلوریدا ربوده شد. دو هفته بعد سر قطع‌شده وی در یک کانال در شهرستان سنت لوسی فلوریدا پیدا شد. مرگ او توجه ملی را به خود جلب کرد. کنگرهٔ ایالات متحده آمریکا در سال ۲۰۰۶ قانون ایمنی و حفاظت از کودکان آدام والش را به یاد او، تصویب کرد. این قانون به ایجاد مرکز ملی کودکان مفقود و مورد سوء استفاده قرار گرفته (NCMEC) منجر شد.